# Juliane Junghans
Juliane Junghans, född 1773, död 1819, var en böhmisk skådespelare. 
Hon var engagerad vid Ständetheater i Prag mellan 1811 och 1819. Hon var verksam som både skådespelare och sångare, och var känd för sina modersroller inom komisk teater, och sina sopranroller inom operetten. 
Hon var mor till skådespelarna Karl Heinrich Junghans (1804–1831), Julie Junghans och Marie Junghans.